# Marco Aurelio Soto

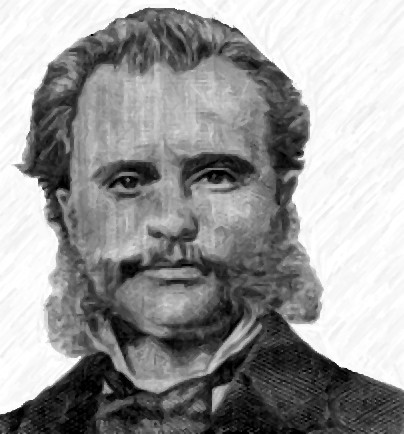
Marco Aurelio Soto

Marco Aurelio Soto (Tegucigalpa 13 november 1846 – Parijs 25 februari 1908), was een Hondurees politicus. Hij was van 27 augustus 1876 tot 19 oktober 1883 president van Honduras.

## Biografie
Soto studeerde rechten in Guatemala-Stad. Hij maakte de machtsovername door Justo Rufino Barrios in Guatemala van dichtbij mee en was sterk onder de indruk van het hervormingsbeleid van de Barrios. Terug in Honduras vestigde hij zich als advocaat in Tegucigalpa. Hij werd politiek actief voor de Liberale Partij (Partido Liberal).
Met hulp van de Guatemalteekse president Barrios wist een aantal liberale rebellen in juni 1876 de conservatieve president Ponciano Leiva te verdrijven onder José María Medina. Op 27 augustus 1876 werd Soto benoemd tot interim-president van Honduras, daarna was hij van 30 mei 1877 tot 19 oktober 1883 volwaardig president.
Soto was waarschijnlijk de meest populaire 19e-eeuwse president van Honduras. Hij voerde diverse hervormingen door. Zo werd het lager onderwijs gratis en werd er een telegraaflijn aangelegd. Onder Soto's presidentschap werd Tegucigalpa de hoofdstad van Honduras. In Tegucigalpa werd op 27 augustus 1880 de Nationale Bibliotheek van Honduras (Bibliotheca Nacional de Honduras) door Soto geopend.
Aanvankelijk onderhield Soto goede betrekkingen met het Guatemala van president Barrios. De laatste dwong hem echter in oktober 1883 tot aftreden.
Soto overleed op 61-jarige leeftijd.